# セスナ 620
セスナ 620
離陸するセスナ 620
- 用途：旅客機、自家用機
- 設計者：ラルフ・ハーモン
- 製造者：セスナ社
- 運用者：無し
- 初飛行：1956年8月11日[1][2]
- 生産数：1機
- 生産開始：1956年
- 運用開始：1956年
- 退役：1957年
- 運用状況：引退済
- ユニットコスト：37万5,000米ドル（基本価格[1][2]）

セスナ 620（Cessna 620）は、アメリカのセスナ社が開発した、4発レシプロプロペラ機である。セスナ社の大規模なマーケティングにもかかわらず、販売時期が災いして商業的に大失敗を収めた。

## 開発
1953年、単発プロペラ機であるセスナ 150やセスナ 170の成功を受け、セスナ社は双発プロペラ機であるセスナ 310と共に、さらに大型のプロペラ機の開発を始めた。当時、大型ビジネス機にはビーチクラフト モデル 18といった第二次世界大戦前の双発機や、第二次世界大戦後に払い下げられたA-26（B-26）やB-26などの爆撃機からの改造機が使われており、これらの買い替え需要を見越しての開発だった。セスナ社では全米ビジネス航空協会（NBAA）から意見を聴取して市場調査を行い、開発する飛行機は10人乗りで、安全性を向上させるために不時着時の耐久性が高い低翼を採用し、飛行中のエンジン停止を考慮して4発エンジンとした。さらに、客室は与圧式で立って歩く容積を確保し、自力で起動するための補助動力装置を搭載するなど、快適かつ高級な機体を開発することとなった。開発する機体には、初飛行したばかりのセスナ 310の2倍のエンジンを搭載することから、310の倍数である620の名が与えられた。
セスナ社のセスナ 620への期待は大きいものだった。ドウェイン・ウォーレス・セスナ社長は、ライバル企業であるビーチクラフトで傑作自家用機ボナンザやツイン・ボナンザを設計したラルフ・ハーモンをヘッド・ハンティングして主任設計者に任命、技師100人の設計チームを編成して、同年9月に開発計画をスタートさせた。
白地にダークグリーンとライムグリーンで塗装された試作機（機体記号：N620E）は、1956年8月11日午後、セスナ社開発部門そばにあるマッコネル空軍基地で、デイル・ウエストフォールとビル・スティンソンの手によって初飛行を成功させた。

## 設計

### 機体
機体は楕円形の断面で、座席のみの場合は10~11人、会議用のテーブルに胴体後方のクローゼットとトイレを設けた場合は6~8人の乗客が乗る。精密機器を空輸する社有機としての需要を予想して、客室は短時間で貨物室に改造することができた。客室にはエアコンを完備して、高度7,500mで高度2,500mの気圧を維持できる与圧式とした。ドアは階段を兼ねたエアステアで、当時は大型旅客機にも珍しい補助動力装置も搭載して、地上設備が無い施設飛行場での運用に備えていた。主翼には、翼端の燃料タンクに加えて外翼にも535ガロンの燃料タンクを設け、2,700km以上の航続距離を発揮した。この燃料タンクの配置は、発火しやすい燃料を機体からできるだけ離す工夫だった。

### 操縦系・機関
乗員は2人で、複操縦装置や自動操縦装置、気象レーダー、VOR対応の計器着陸装置、距離測定装置、無線方向探知機といった最新鋭の航法装置、自動消火装置など、大型旅客機と同じ操縦装置が搭載された。
エンジンにはセスナ 180やセスナ 310に搭載されたコンチネンタル O-470の改良型で、新開発のコンチネンタル GSO-520-Aの搭載を予定した。これは、4発エンジンを搭載することで安全性をアピールする根拠にもなったが、実際には離陸に必要な1,300~1,400馬力を確保するために、セスナ社が採用しているコンチネンタル・モータースのエンジンでは4発も搭載しなければならなかったためである。エンジン整備を容易にするため、エンジンカウルは両開きのクラムシェル式とした。
プロペラはハーツェル製の三翅定速式プロペラで、フェザリングが可能な最新のものだった。

## 販売中止へ
第1回の試験飛行は65分間で、無事に成功したがエンジンのオーバーヒートが指摘された。1週間後の2回目の試験飛行は、火災報知器の作動により途中で切り上げられたが、これは誤作動によるものだった。このように、セスナ 620の開発は火災報知機とエンジンに不調に悩まされた。
一方、セスナ 620に並々ならぬ期待を寄せるセスナ社は、大々的なキャンペーンを展開した。実物大のモックアップをトレーラートラックに載せて走らせ、1956-1957年のNBAAの大会ではノベルティを配布し、さらにはプロモーションのために短編映画『アイ・トゥー・ザ・スカイ（Eye to the sky）』を製作するほどだった。顧客へのサービスも充実しており、前払金1万ドルを支払えば1958年に引き渡しが始まる機体の予約が可能で、しかもキャンセルしても前払金は返金するというものだった。セスナ社は年産100機を見越して作業員の新規募集を行い、セスナ 620の成功は間違いないと確信していた。
しかし、これらの努力と裏腹にセスナ 620は1機も受注を得られなかった。折しも、ジェット旅客機の台頭で余剰となったコンベア240やマーチン4-0-4といったレシプロ旅客機が市場に流れ込み、これらは中古機ということもあって改造機でさえセスナ 620の半額強で販売されていた。対するセスナ 620は高性能が災いして、1957年夏にはオプション無しの基本価格が当初予定の25万ドルを超える37万5,000ドルまで膨れ上がることが明らかになった。このため、高価なセスナ 620はキャンセルが相次ぎ、価格高騰が判明した時点で受注は0になった。さらに、グラマン ガルフストリームやノースアメリカン セイバーライナー、ロッキード ジェットスターといったビジネスジェットが開発中という情報も広まっており、仮に販売を続けてもレシプロエンジン機であるセスナ 620が市場で早々に陳腐化するのは避けられない状態だった。
結局、720万ドルという莫大な開発費にもかかわらず販売実績が皆無の機体に、株主総会はこれ以上資金を注ぐことを認めなかった。1957年10月14日、セスナ社はセスナ 620の開発・販売を突如中止した。突然の開発中止に社内は騒然となったが、開発担当の従業員は配置転換か契約解除を余儀なくされた。期待を裏切られたセスナ社はセスナ 620を闇に葬りたかったのか、エンジンやプロペラなどの使用可能な部品を取り外した唯一の試作機はブルドーザーでスクラップにしてしまい、設計図や各種データも全て破棄してしまった。

## 評価
セスナ 620は高性能の機体だったが需要に恵まれず、同時期に初飛行して1980年までに約6,300機が製造されたセスナ 310とは対照的な運命をたどった。本機種以降、セスナ社は4発プロペラ機の開発を行っておらず、また大型ビジネス機の成功作はセスナ サイテーションを大型化したセスナ サイテーション Xまで待たなければならない。
アメリカの航空評論家ダリル・マーフィーは、本機について「問われなかった質問への答え」と表現し、日本の航空評論家岡部いさくは著書で「誰も買わない自信作」「「悲運の名機」?」と評している。

## 性能諸元
- 乗員：2名[1][2]
- 乗客数：10~11名[1]または8~11名[2]またはは6~8名（大型テーブル、クローゼット、トイレ込み）[1][2]
- 最大離陸重量：6,124kg[1]
- 全長：16.8m[1][2]
- 全幅：13.6m[1]
- 翼面積：31.72 m2 [2]
- エンジン：コンチネンタル・モータース GSO-520-A 水平対向6気筒エンジン（350馬力） × 4基[1][2]
- 最大速度：454 km/h[1]または451 km/h[2]
- 巡航速度：418 km/h[1]または376 km/h[2]
- 航続距離：2,716 km[1]
- 実用上昇限度：7,620 m[1]または8,400 m/h[2]